# Toft (Cheshire)
Pour les articles homonymes, voir Toft.
Toft est une localité anglaise située dans le comté de Cheshire.